# Darcy-Weisbach-Gleichung
Die Darcy-Weisbach-Gleichung ist eine wichtige empirische Formel in der Hydraulik von Rohrströmungen. Mit ihr können die Druck- und Energieverluste durch Rohrreibung auf der gegebenen Länge eines Rohres berechnet werden.
Die Darcy-Weisbach-Gleichung soll von Henry Darcy zusammen mit Julius Weisbach in Freiberg als eine Variante der Prony-Gleichung von Gaspard de Prony entwickelt worden sein. Darcy wurde die Formel jedoch offenbar nur irrtümlich zugeschrieben; stattdessen stammt sie von Jean François d’Aubuisson de Voisin (1834) und Weisbach (1845).
Sie lautet:
{\displaystyle h_{f}=\lambda \cdot {\frac {L}{D}}\cdot {\frac {v^{2}}{2g}},}
wobei:
- hf Verlusthöhe (Druckverlust)
- {\displaystyle \lambda } Rohrreibungszahl, abhängig von den Materialeigenschaften des Rohres und der Fließgeschwindigkeit
- L/D Verhältnis von Länge zu Durchmesser des Rohres
- v mittlere Fließgeschwindigkeit
- g Erdbeschleunigung

Zur Berechnung der Einflussfaktoren auf den Volumenstrom, die besonders bei der Auslegung von Rohrleitungen eine Rolle spielen (gegeben min. Volumenstrom, gesucht Eingangs-/Ausgangsdruck), kann die Gleichung mit Hilfe der Bernoulli-Gleichung umgeformt werden zu:
{\displaystyle \Leftrightarrow p_{1}-p_{2}=\lambda \cdot {\frac {L}{D}}\cdot {\frac {\rho }{2}}\cdot \left({\frac {\dot {V}}{A}}\right)^{2},}
wobei:
- p1 Eingangsdruck
- p2 Ausgangsdruck
- {\displaystyle \rho } Dichte des Fluids
- {\displaystyle {\dot {V}}} Volumenstrom
- {\displaystyle A={\frac {\pi \cdot D^{2}}{4}}} Querschnittsfläche des Rohres.

Anfangs fehlten die Daten über die Abhängigkeit der Rohrreibungszahl von der Fließgeschwindigkeit, deswegen wurde statt der Darcy-Weisbach-Gleichung die empirische Prony-Gleichung angewandt. Später gab es eine Vielzahl von weiteren empirischen Gleichungen, besonders die Hazen-Williams-Gleichung, die bei Berechnungen meist viel einfacher zu verwenden waren. Erst seit es Taschenrechner und Computer gibt, spielt die Einfachheit der Berechnung nicht mehr eine so große Rolle. Daher wird heute die allgemeingültige Darcy-Weisbach-Gleichung bevorzugt.